# Bernardo de' Rossi
Bernardo de' Rossi (Parma, 26 agosto 1468 – Parma, 28 giugno 1527) è stato un vescovo cattolico italiano.

## Biografia
Nacque da Guido de' Rossi e Ambrogina Borromeo, dalla celebre famiglia dei Rossi di Parma. Suoi fratelli erano Bertrando e Filippo Maria.
Il padre, condottiero al soldo della Repubblica di Venezia, aveva intrapreso contro il Ducato di Milano la cosiddetta guerra dei Rossi. Con la pace di Bagnolo del 1484, la Serenissima non riuscì a conservagli i suoi possedimenti nel Parmense; in cambio, gli garantì una grossa condotta e prestigiose carriere per i figli. Ciononostante, essi continuarono a perseguire il loro obiettivo di tornare a signoreggiare in patria.
Dopo un periodo trascorso a Ravenna nel 1483, Bernardo visse a Verona dove gli fu assegnata una provvisione di 55 ducati mensili. Tuttavia, già nel 1484 prese a cercarsi una collocazione all'interno del clero, alla ricerca di una rendita che gli fruttasse almeno 1800 ducati.
Il governo lo designò inizialmente vescovo di Treviso (1485) ma, di fronte all'opposizione del papa e degli stessi Trevigiani, fu costretto a preferirgli Nicolò Franco. Il 4 aprile 1487, invece, ebbe la nomina a vescovo di Belluno.
Nel 1499 all'età di 31 anni, gli fu affidata la guida della diocesi di Treviso, che governò mediante alcuni vescovi ausiliari suffraganei: Angelo Lemino e Niccolò Lupi di Gravina vescovo di Scutari. Qui organizzò una piccola corte di artisti e letterati, tra cui è celebre il contributo del giovane Lorenzo Lotto.
Nel 1503 entrò in conflitto con il podestà veneziano della città, Girolamo Contarini, e con le altre autorità di Treviso, varando alcune riforme che avevano indebolito i controlli esterni sugli affari ecclesiastici. Nel settembre di quell'anno una congiura della famiglia Onigo cercò di farlo assassinare, ma il piano venne scoperto prima di essere messo in atto.
Nel 1509 a seguito di nuove controversie con la Repubblica Serenissima, fu costretto a lasciare la sede diocesana e si ritirò a Roma nel 1510. Nel 1522 era tornato alla rocca di San Secondo Parmense, feudo della sua famiglia, cercando di riconquistare terre che giudicava appartenenti al suo ramo. Si trovò quindi a combattere contro Giovanni delle Bande Nere, chiamato a difendere la sorellastra Bianca Riario, sposa di Troilo I de' Rossi nella battaglia di San Secondo. Fuggito a Parma nel 1524 (dove lasciò le sue collezioni artistiche), morì alcuni anni dopo, forse avvelenato dai nipoti, Giovan Girolamo e Bertrando.

## Mecenatismo
Opere commissionate dal vescovo de' Rossi a Lorenzo Lotto:
- Madonna col Bambino, san Pietro martire e un donatore, 1503
- Ritratto del vescovo Bernardo de' Rossi, 1505
- Allegoria della Virtù e del Vizio, 1505 (coperta del ritratto)

## Ascendenza
|                         |                      |                          | Genitori          |  |  | Nonni |  |  | Bisnonni               |  |  | Trisnonni       |  |
|                         |                      |                          |                   |  |  |       |  |  | Pier Maria I de' Rossi |  |  | Bertrando Rossi |  |
|                         |                      |                          |                   |  |  |       |  |  | Pier Maria I de' Rossi |  |  | Bertrando Rossi |  |
|                         |                      | Eleonora Rossi           |                   |  |  |       |  |  | Pier Maria I de' Rossi |  |  |                 |  |
| Pier Maria II de' Rossi |                      |                          |                   |  |  |       |  |  | Pier Maria I de' Rossi |  |  |                 |  |
|                         |                      | Maria Giovanna Cavalcabò | Ugolino Cavalcabò |  |  |       |  |  |                        |  |  |                 |  |
|                         |                      | Maria Giovanna Cavalcabò | Ugolino Cavalcabò |  |  |       |  |  |                        |  |  |                 |  |
|                         |                      | Maria Giovanna Cavalcabò | …                 |  |  |       |  |  |                        |  |  |                 |  |
| Guido de' Rossi         |                      | Maria Giovanna Cavalcabò |                   |  |  |       |  |  |                        |  |  |                 |  |
|                         |                      | Guido Torelli            | Marsiglio Torelli |  |  |       |  |  |                        |  |  |                 |  |
|                         |                      | Guido Torelli            | Marsiglio Torelli |  |  |       |  |  |                        |  |  |                 |  |
|                         |                      | Guido Torelli            | Elena d'Arco      |  |  |       |  |  |                        |  |  |                 |  |
| Antonia Torelli         |                      | Guido Torelli            |                   |  |  |       |  |  |                        |  |  |                 |  |
|                         |                      | Orsina Visconti          | Antonio Visconti  |  |  |       |  |  |                        |  |  |                 |  |
|                         |                      | Orsina Visconti          | Antonio Visconti  |  |  |       |  |  |                        |  |  |                 |  |
|                         |                      | Orsina Visconti          | Anastasia Carcano |  |  |       |  |  |                        |  |  |                 |  |
| Bernardo de' Rossi      |                      | Orsina Visconti          |                   |  |  |       |  |  |                        |  |  |                 |  |
|                         | Vitaliano I Borromeo | Giacomo de' Vitaliani    |                   |  |  |       |  |  |                        |  |  |                 |  |
|                         | Vitaliano I Borromeo | Giacomo de' Vitaliani    |                   |  |  |       |  |  |                        |  |  |                 |  |
|                         | Vitaliano I Borromeo | Margherita Borromeo      |                   |  |  |       |  |  |                        |  |  |                 |  |
| Filippo Borromeo        | Vitaliano I Borromeo |                          |                   |  |  |       |  |  |                        |  |  |                 |  |
|                         |                      | Ambrosina Fagnani        | Giacomo Fagnani   |  |  |       |  |  |                        |  |  |                 |  |
|                         |                      | Ambrosina Fagnani        | Giacomo Fagnani   |  |  |       |  |  |                        |  |  |                 |  |
|                         |                      | Ambrosina Fagnani        | …                 |  |  |       |  |  |                        |  |  |                 |  |
| Ambrosina Borromeo      |                      | Ambrosina Fagnani        |                   |  |  |       |  |  |                        |  |  |                 |  |
|                         |                      | Lancillotto Visconti     | Alberto Visconti  |  |  |       |  |  |                        |  |  |                 |  |
|                         |                      | Lancillotto Visconti     | Alberto Visconti  |  |  |       |  |  |                        |  |  |                 |  |
|                         |                      | Lancillotto Visconti     | Bianchina         |  |  |       |  |  |                        |  |  |                 |  |
| Francesca Visconti      |                      | Lancillotto Visconti     |                   |  |  |       |  |  |                        |  |  |                 |  |
|                         |                      | Isabella Visconti        | Azzo Visconti     |  |  |       |  |  |                        |  |  |                 |  |
|                         |                      | Isabella Visconti        | Azzo Visconti     |  |  |       |  |  |                        |  |  |                 |  |
|                         |                      | Isabella Visconti        | …                 |  |  |       |  |  |                        |  |  |                 |  |
|                         |                      | Isabella Visconti        |                   |  |  |       |  |  |                        |  |  |                 |  |